# 小行星15619
小行星15619（15619 Albertwu）是一颗绕太阳运转的小行星，为主小行星带小行星。该小行星于2000年4月28日发现。

## 轨道参数
小行星15619的轨道半长轴为2.6368450 UA，离心率为0.098。